# Saut de température
La méthode de saut de température est employée en cinétique chimique pour la mesure des vitesses de réactions très rapides. C'est une des méthodes de relaxation développées par le physico-chimiste Manfred Eigen dans les années 1950. Dans ces méthodes, l'équilibre initial d'un système réactionnel est perturbé rapidement puis la relaxation du système vers un nouvel état d'équilibre est observé. Pour la méthode de saut de température, la perturbation implique le chauffage rapide qui modifie la valeur de la constante d'équilibre, suivi par la relaxation des concentrations vers l'équilibre à la nouvelle température.
Le chauffage implique habituellement la décharge d'un condensateur à haut voltage (kV) à travers un petit volume (< 1 ml) d'une solution conductrice qui contient le système réactionnel à étudier. Dans d'autres versions de l'appareillage, la solution est chauffée plutôt par un laser à impulsion dans l'infrarouge. Dans les deux cas, le changement de température ne prend que quelques microsecondes ou moins. Le déplacement des concentrations vers le nouvel état d'équilibre chimique peut être observé par la spectroscopie d'absorption ou de fluorescence.
Les changements de la constante d'équilibre K, donc des concentrations des réactifs et produits, dépendent de la variation de l'enthalpie (ΔH°) de la réaction. Selon la relation de van 't Hoff :
{\displaystyle {\Delta H^{o}}={RT^{2}}\ {\frac {\mathrm {d} (\ln K)}{\mathrm {d} T}}}
avec :
- R, la constante universelle des gaz parfaits ;
- T, la température absolue.

Pour la perturbation d'un équilibre simple {\displaystyle A\rightleftharpoons B} qui est du premier ordre dans chaque sens, la relaxation suit une simple décroissance exponentielle, et le réciproque de la constante de temps {\displaystyle (\tau )} égale la somme des constantes de vitesse aux sens direct {\displaystyle (k_{r})} et sens inverse {\displaystyle (k_{r}^{\prime })}.
{\displaystyle 1/\tau =k_{r}+k_{r}^{\prime }}
Les deux constantes de vitesse peuvent être déterminées à partir des valeurs de {\displaystyle (\tau )} et de la constante d'équilibre :{\displaystyle K=k_{r}/k_{r}^{\prime }}, ce qui donne deux équations pour deux inconnus.
Si plusieurs étapes d'une réaction plus complexe sont perturbées, alors les réciproques des constantes de vitesse égalent les valeurs propres des équations caractéristiques de vitesse, ce qui permet d'observer les étapes intermédiaires d'un mécanisme réactionnel.
Il y a d'autres méthodes semblables de relaxation chimique telles le saut de pression, le saut de champ électrique et le saut de pH.